# Ансельм IV
Ансе́льм IV (також Ансе́льм Бовізький, італ. Anselmo IV da Bovisio; XI століття — 30 вересня 1101) — від 1097 року архієпископ Медиоланський (Міланський), організатор і учасник ар'єргардного хрестового походу 1101 року. Був близький до папи римського Урбана II.

## Біографія
Гальвано Фьямма (1283–1344) в своїх хроніках пише, що Ансельм народився в Бовізіо в родині дрібного вальвассора (васал васала). Був прийнятий до монастиря св. Лоренцо, пізніше став єпископом Брешії. Його призначення у 1097 році в Медіолан було засобом запобігти розколу й принести мир в життя цієї ломбардської єпархії. Проте до його консакрації, що пройшла 11 березня 1097 року,обряду посвячення в сан Ансельм не проходив.
Кінець настроям, які мали місце в церковному житті Ломбардії, поклав собор, який відбувся 5-7 квітня 1098. Він підтвердив відлучення єпископів, яких призначила імперія, і засудив симонію. При вступі на кафедру Ансельм IV прийняв діяння Ансельма III (правив з 1 липня 1086 до 4 грудня 1093), але відкинув зроблене єпископом Тедальдом Медіоланським.
29 липня 1099 помер папа Урбан II — організатор і натхненник першого хрестового походу, близький друг і покровитель Ансельма. Йому на зміну прийшов папа Пасхалій II, він благословляє Ансельма очолити наступний похід у Святу Землю. І хоча в Ломбардії ідея брати участь у новому поході спочатку не зустріла великого ентузіазму, пристрасні заклики Ансельма подіяли, і відтепер натовп зустрічав його появу вигуками "Ultreja! Ultreja "!
15 липня 1100 Ансельм влаштував в Медіолані величезне свято у зв'язку з першою річницею падіння Єрусалима. Зокрема, вівтар церкви, побудованої за 70 років до того в ім'я Пресвятої Трійці, Ансельм переосвятив в ім'я раки Гробу Господнього (італ. San Sepolcro, храм знаходиться на площі Сан Сеполькро в Мілані).

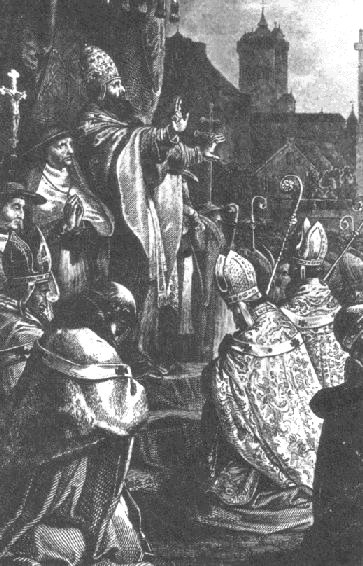
Папа Урбан II на Клермонському соборі благословляє хрестовий похід.

Призначивши єпископа Савонського Гроссолано своїм вікарієм, через два місяці, 13 вересня, взявши з собою ще кілька єпископів — Гвідо Тортонського, Вільгельма Павійського і, можливо, Альдо Пьяченцького, Ансельм відбув до Єрусалима у складі 50-тисячного контингенту. Очолювали цю армію Альберто да Бьяндрате, і його племінник Оттоне Альтаспата. Альберто да Бьяндрате був братом Гіберта Пармського, відомого як антипапа Климент III; такий склад учасників зображав специфічну ситуацію, пов'язану з припиненням конфліктів між церквою і державою в останні десятиліття XI століття.

Рух хрестоносців в поході 1001 року

З дозволу герцога Каринтійського Генріха V, армія хрестоносців проїхала через його землі. За домовленістю Ансельма з візантійським імператором Олексієм I Комніном війська без ускладнень проминули й нинішню Болгарію, причому імператор організував закупівлю забезпечення для хрестоносців.
Після прибуття до Константинополя у військах спалахнув бунт, але Олексій і Ансельм швидко умиротворили хрестоносців, імператор же організував переправу лицарів через Босфор. У Малій Азії вони дійшли до Нікомедії, де Ансельм зустрівся з Раймондом IV, графом Тулузським — одним з основних полководців, які взяли Єрусалим. Взявши армію під своє керівництво, Раймонд провів її через Анатолію, двічі вигравши сутички з турками — при Кастамоні й між Мерсіфоном і Амасією. Ці перші зіткнення були для ломбардців успішними, однак після участі в них Ансельм отримав поранення. Ансельма перевезли назад, до Константинополя для лікування, але воно виявилося безрезультатним. В Константинополі ж його і поховали.
Звістка про смерть архієпископа Ансельма IV досягла Мілана тільки в 1102 році. На архієпископській кафедрі його успадковував Гроссолано.